# Johann Jakob Mackensen
Johann Jakob Mackensen (* 28. September 1721 auf der Calenberger Mühle; † 29. Oktober 1785 in Hannover) war Hofbaumeister in Hannover.

## Leben
Mackensen war der Sohn des Johann Heinrich Mackensen (27. August 1671 – 13. März 1739) und dessen Frau Margaretthe Magdalene Billishausen. Im Jahr 1753 heiratete er Anna Sophia Hollard. Das Paar hatte keine Kinder. Mackensen war zunächst als Bauconducteur angestellt. Im Jahr 1764 wird er bereits als Hofbaumeister erwähnt. Im Jahr 1768 war er gemeinsam mit Johann Dietrich Heumann und Heinrich Christian Körtje  am Erweiterungsbau des Küchengebäudes im Garten des Schlosses Monbrillant beteiligt. Für das Jahr 1784 ist er gemeinsam mit dem Hofbaumeister Benjamin Hase (1720–1803) als „Architect vocat“ für den Bereich „Hof-Bau- und Gartenwesen“ im Königl.-Grossbrittannischen und Churfürstl.-Braunschweig-Lüneburgscher Staatskalender verzeichnet. Weitere Mitarbeiter waren in dem Jahr der Hofbauschreiber Johann Georg Schachtrupp (späterer Hofbaukommissar) sowie Johann Just Cleves als Hofbaukunducteur in Herrenhausen. Der Oberhofroßarzt Johann Adolf Kersting ließ 1778 das Garnisonsbackhaus an der Clevertorbrücke nach Plänen von Mackensen und Körtje zu einer Tier- oder Pferdearzneischule umbauen.

## Veröffentlichungen
- 1749: Plan von der Churfürstl.-Braunschw.-Lüneb. Haupt und Residentz Stadt Hannover und derselbigen Gegend, biß zu dem Dorff Herrnhausen nebst den daselbst befindlichen Königl. Palais und Garten wie auch derer übrigen in dasiger Gegend gelegenen Garten und Alleen. Mit Einzeichnung der Anlagen Hattorscher Garten, Fantaisie und Görtzscher Garten, erhalten im Niedersächsischen Landesarchiv (Standort Hannover), Archiv-Signatur 250 K / 3 K.[6] Veröffentlicht auch in der Bibliothek des historischen Vereins für Niedersachsen, Katalog S. 93.
- Bericht über die Erneuerung der Baluster. 1774; mit Hofbauschreiber Johann Georg Schachtrupp und Johann Dietrich Heumann.